# Attentat in Dili

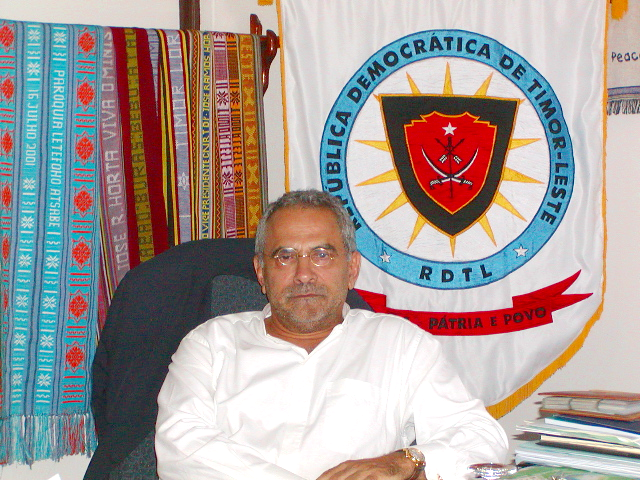
Osttimors Präsident José Ramos-Horta wurde schwer verletzt

Am 11. Februar 2008 wurde in Dili ein Attentat auf den Staatspräsidenten und den Premierminister von Osttimor verübt.
Dabei schossen Männer des Rebellen Alfredo Reinado auf den Präsidenten und Friedensnobelpreisträger José Ramos-Horta und den Premierminister Xanana Gusmão. Während Ramos-Horta schwer verletzt wurde, konnte Gusmão unverletzt entkommen. Reinado und ein weiterer Attentäter kamen ums Leben und die Rebellenbewegung brach zusammen. Einige der Aufständischen wurden im Laufe der folgenden Wochen gefangen genommen, die meisten ergaben sich bis Ende April. Die Frage nach möglichen Hintermännern und Finanziers Reinados ist ungeklärt.

## Vorgeschichte

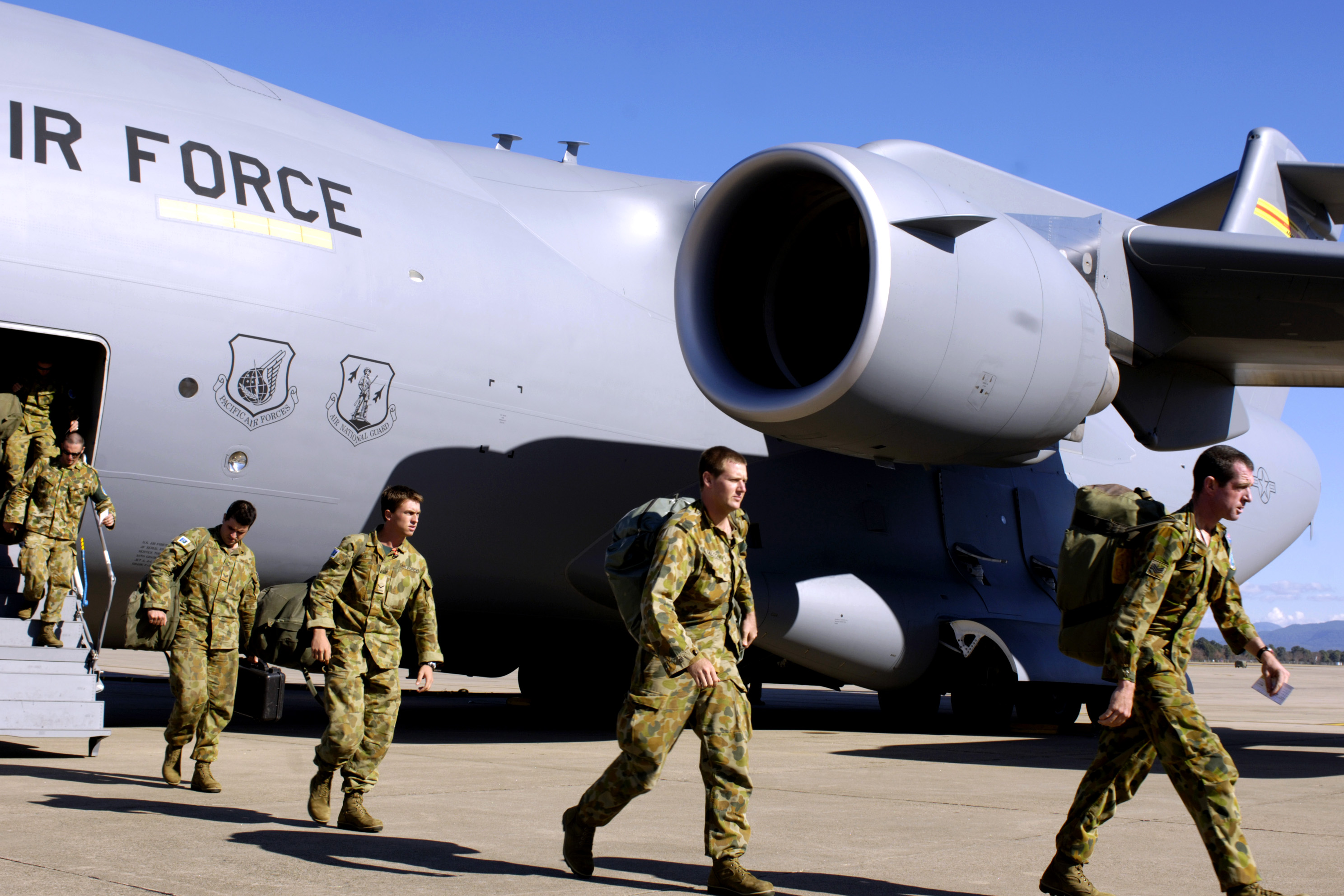
Australische Truppen auf dem Weg nach Osttimor

Im Frühjahr 2006 kam es zu massiven Unruhen in Osttimor, nachdem mit etwa 600 Soldaten fast die Hälfte der Streitkräfte unter der Führung von Leutnant Gastão Salsinha meuterte.
Die sogenannten Petitioners beschwerten sich, sie würden als westliche Osttimoresen (Kaladi) beim Militär diskriminiert. Ihnen schloss sich Major Alfredo Reinado mit ihm unterstellten Militärpolizisten an. Es kam zu mehreren Gefechten mit regierungstreuen Einheiten und der Polizei, bei denen acht Menschen getötet und 25 verletzt wurden. Für diese Opfer wurde Reinado direkt verantwortlich gemacht. Später brachen ethnische Konflikte aus, und Straßenbanden brandschatzten in mehreren Orten des Landes. Insgesamt mussten 155.000 Einwohner des Landes aus ihrem Heim fliehen, 2008 lebten immer noch 100.000 in Flüchtlingslagern. Insgesamt kamen im Laufe der Unruhen mindestens 37 Menschen ums Leben.
Die Regierung unter Marí Alkatiri (FRETILIN) musste zurücktreten, und Ramos-Horta übernahm bis zu seiner Wahl zum Präsidenten 2007 das Amt des Premierministers. Eine von Australien geführte internationale Militärmission und eine UN-Mission sorgten seitdem für Recht und Ordnung im Land. Reinado war aufgrund des Vorwurfes des unerlaubten Waffenbesitzes zeitweise in Untersuchungshaft, konnte aber mit 56 Anhängern aus dem Gefängnis fliehen und versteckte sich danach in den Bergen im Westen des Landes. Ein Zugriffsversuch im März 2007 durch australische Spezialeinheiten in Same misslang. Hatte Reinado während der Unruhen noch Ramos-Horta und Xanana Gusmão, dem damaligen Präsidenten, sein Vertrauen ausgesprochen, drohte er in den letzten Monaten vor dem Attentat immer wieder mit Bürgerkrieg und Angriffen auf die Landeshauptstadt Dili, falls sie nicht zurücktreten würden. Die internationalen Truppen bezeichnete Reinado als Besatzer. Am 3. Dezember begann in Dili am Distriktgericht die Verhandlung gegen Reinado in seiner Abwesenheit. Gleichzeitig gab Reinado widersprüchliche Erklärungen in einem Interview ab, ob und unter welchen Bedingungen er sich dem Verfahren stellen würde. In einem Interview, das auch über YouTube verbreitet wurde, beschuldigte Reinado zudem Xanana Gusmão, der inzwischen Premierminister geworden war, Hauptverantwortlicher für die Unruhen von 2006 zu sein. Die oppositionelle FRETILIN nutzte dies, um den Rücktritt Gusmãos zu fordern. Mehrere Verhandlungen und Treffen zwischen Reinado und Präsident Ramos-Horta blieben erfolglos. Das letzte Treffen fand am 13. Januar statt, bei dem Reinado sich erneut weigerte, seine Waffen abzugeben. Er bestand darauf, ein Recht auf Selbstverteidigung zu haben. Von diesem letzten Gespräch machte Reinado heimlich eine Aufnahme. Die Bänder gelangten im August 2008 an die Öffentlichkeit.
Anfang Februar 2008 wurde erstmals der Nationalpolizei wieder die Verantwortung für die Landeshauptstadt Dili übergeben. Am 6. Februar 2008 feuerten Männer Reinados bei Lauala acht Warnschüsse in Richtung einer australischen Patrouille. Dabei wurde niemand verletzt, ebenfalls nicht bei einer Explosion in einem australischen Militärcamp am 6. Februar.
In den letzten Monaten vor dem Attentat wurden malaysische UN-Polizisten gewarnt, dass die Rebellen „etwas Großes“ planen würden. Da aber keine weiteren Hinweise gefunden werden konnten, wurden keine Sicherheitsmaßnahmen ergriffen. Das Büro von Generalstaatsanwalt Longuinhos Monteiro erhielt am 8. Februar einen Hinweis über Bewegungen der Rebellengruppe. Hinweise auf Anschlagspläne habe es aber nicht gegeben, erklärte Monteiro später.

## Das Attentat

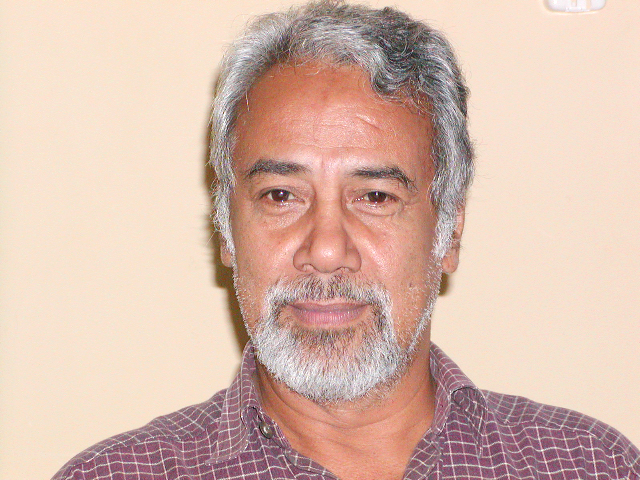
Premierminister Xanana Gusmão

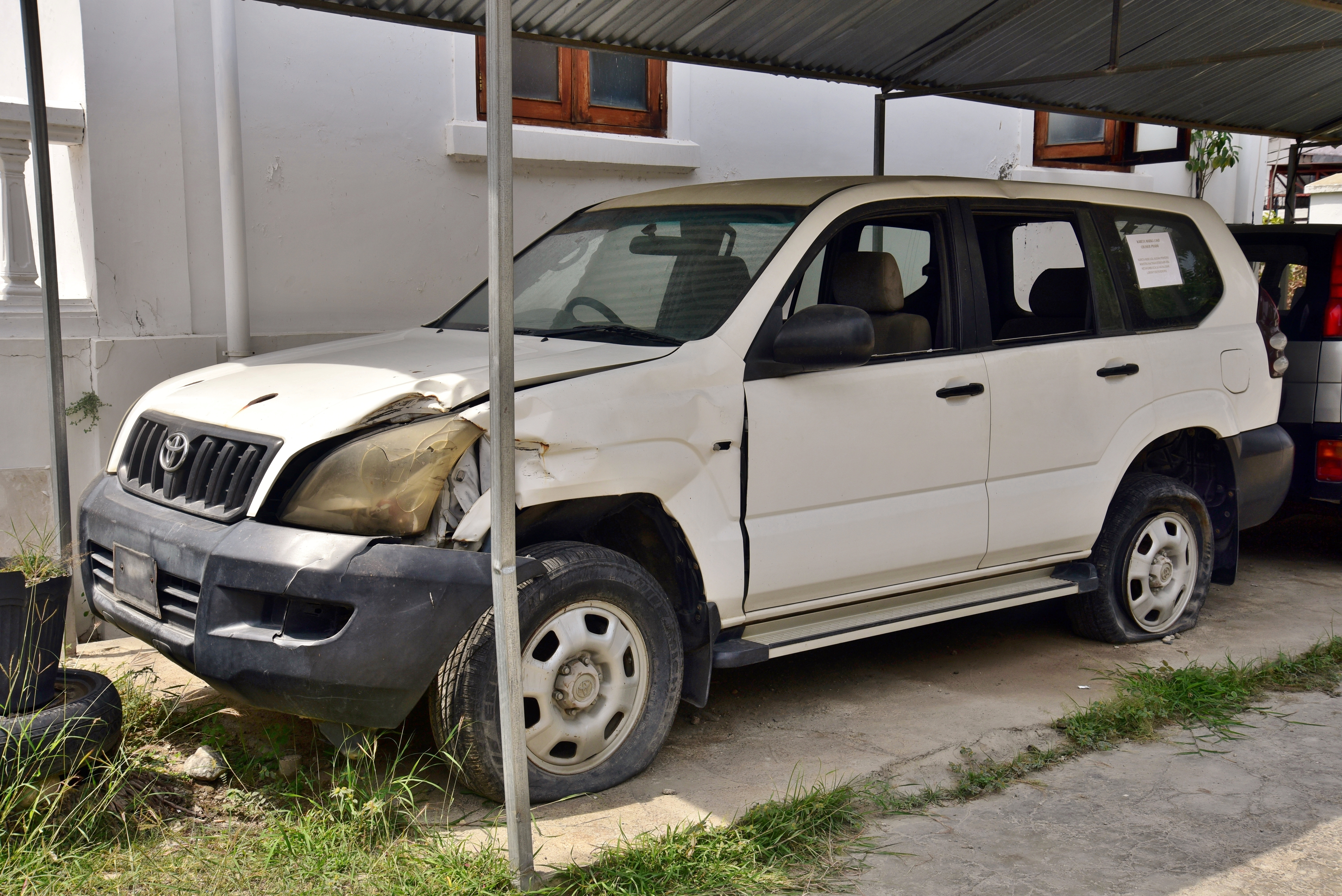
Der Toyota Land Cruiser, in dem Gusmão angegriffen wurde, wird im Xanana Reading Room ausgestellt

Nach Aussagen des Wachpersonals wird bisher von folgendem Ablauf der Ereignisse ausgegangen: Am 11. Februar 2008 verließ Präsident Ramos-Horta sein Haus im Osten der Landeshauptstadt Dili, um sein allmorgendliches Jogging am Strand zu absolvieren. Zwei Soldaten der F-FDTL begleiteten ihn. Um 6:15 Uhr morgens (Ortszeit) stürmten Reinado und sechs weitere Rebellen das Wohnhaus des Präsidenten. Die Attentäter entwaffneten die zwei Wachleute im Haus und warteten auf die Rückkehr Ramos-Hortas. Allerdings kamen unerwartet acht weitere Sicherheitsbeamte ins Haus. Sie waren eine Stunde zu früh zum Schichtwechsel erschienen. Als sie Reinado im Haus sahen, eröffneten sie das Feuer und töteten Reinados persönlichen Leibwächter, den ehemaligen Militärpolizisten Leopoldino Exposto da Costa. Reinado gab noch den Befehl Responde! (Feuer erwidern!), bevor er dreimal getroffen wurde und starb. Es folgte ein Feuergefecht.
Ramos-Horta hörte auf dem Rückweg vom Strand Schüsse von der Nähe seines Hauses. Er lief daraufhin mit seinen beiden Leibwächtern zurück. Als Ramos-Horta auf sein Haus zuging, sah er einen der bewaffneten Rebellen bei seinem Haustor. Der Maskierte riss seine Waffe hoch, und als Ramos-Horta sich umdrehte, um zu fliehen, trafen ihn zwei Kugeln. Ein Leibwächter fuhr mit einem Wagen in die Schusslinie, um den Präsidenten zu schützen. Leutnant Celestino Fili Gama wurde dabei zweimal von Schüssen getroffen. Auch ein Attentäter wurde lebensgefährlich verwundet. Die restlichen Attentäter entkamen, teils verletzt, mit einem Wagen. Ramos-Horta konnte blutend noch per Telefon seinen Armeechef, Taur Matan Ruak, und seinen Kabinettchef alarmieren.
João Carrascalão, der Schwager von Ramos-Horta, kritisierte, dass Ramos-Horta eine Stunde lang in seinem Haus medizinisch nicht versorgt worden sei, obwohl bereits UN-Polizisten vor Ort waren. Auch der Bruder des Präsidenten, Arsenio Ramos-Horta, der ebenfalls in dessen Haus während des Überfalls war, warf den UN-Polizisten vor, dem verletzten José Ramos-Horta eine halbe Stunde lang nicht geholfen zu haben. Die UN wiesen die Beschuldigungen zurück. Der Notruf erreichte die UN-Polizei um 6:59 Uhr, eine Minute später waren zwei Polizeieinheiten unterwegs, die um 7:18 Uhr eintrafen. Die Fahrt dauere normalerweise eine Viertelstunde, erklärte eine UN-Sprecherin. Ramos-Horta sei innerhalb von drei Minuten gefunden worden und bereits zwei Minuten später in einem Krankenwagen zu einem australischen Militärkrankenhaus unterwegs gewesen. Nach seiner Operation in Dili wurde er zur medizinischen Behandlung in das australische Darwin ausgeflogen. Ramos-Horta wurde für zehn Tage in Schlaf (Sedierung) versetzt, die Verletzungen waren aber nicht mehr lebensbedrohlich. Auch Leutnant Gama wurde, da sein Zustand weiter kritisch war, nach Darwin zur Behandlung ausgeflogen.
Um 7:45 Uhr klopften sieben bewaffnete Rebellen an der Tür des Hauses von Premierminister Gusmão. Sie sagten, sie seien hier, um den Premierminister zu holen. Allerdings war Gusmão zu diesem Zeitpunkt nicht daheim, nur Gusmãos Frau Kirsty Sword Gusmão, mit ihren drei kleinen Kindern. Kirsty versteckte sie unter ihren Betten, als die Bewaffneten ins Haus eindrangen. Ihnen geschah nichts. Zur selben Zeit wurde aus einem Auto auf Xanana Gusmãos Wagenkolonne das Feuer eröffnet. Die zwei Fahrzeuge wurden von mehreren Kugeln getroffen, beim Geleitfahrzeug kam es zu einem Zusammenstoß. Der Premierminister entging dem Beschuss unverletzt und floh mit seinem Fahrer zu Fuß in den angrenzenden Wald. Gusmão nannte die Attentate einen misslungenen Staatsstreich.

## Folgen

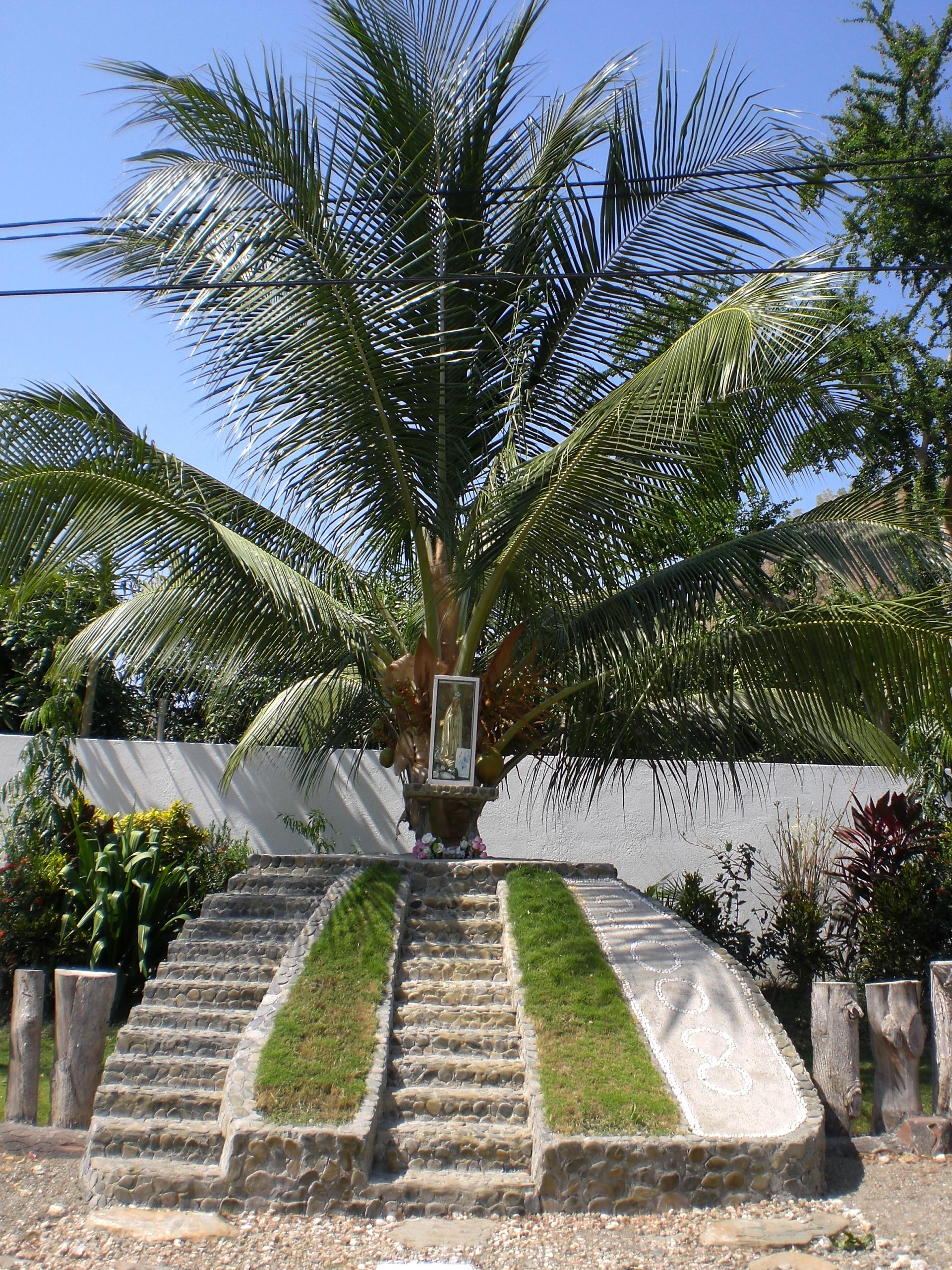
Gedenkstein am Ort des Attentats auf Präsident Ramos-Horta

Ramos-Horta wurde zweimal in Brust und Rücken getroffen, Lunge und der Magen wurden verletzt. Am 19. März wurde Ramos-Horta wieder aus dem Krankenhaus entlassen und kehrte einen Monat später nach Osttimor zurück. Vorher wurde sein Haus mit einer alten timoresischen Zeremonie von den bösen Geistern gereinigt. Man tötete ein Huhn, um es dem Geist von Reinado zu ermöglichen, das Haus in Frieden zu verlassen. Mitte April kam auch Leutnant Gama aus dem Krankenhaus in Darwin. Er hat immer noch mehrere hundert Fragmente der Kugel, die ihn in den Kopf traf, in der linken Gehirnhälfte, wird aber nach Meinung der Ärzte ein normales Leben führen können. Der 32-jährige Vater zweier Kinder hat noch Probleme beim Sprechen und einige Lähmungserscheinungen.
Da der Parlamentspräsident Fernando La Sama de Araújo sich zuerst in Portugal befand, übernahm sein Stellvertreter Vicente da Silva Guterres der Verfassung folgend das Amt des Übergangspräsidenten bis zu de Araújos Rückkehr am 13. Februar. Guterres und Gusmão riefen für 48 Stunden den Notstand aus und verhängten eine nächtliche Ausgangssperre und ein Demonstrationsverbot. Entgegen den Befürchtungen blieb es allerdings auf den Straßen von Dili ruhig. Der Notstand wurde noch mehrmals bis zum 22. April 2008 verlängert. Am 23. April wurde er wieder in fast ganz Osttimor aufgehoben. Nur im Distrikt Ermera, in dem die verbliebenen Rebellen vermutet wurden, blieb der Notstand zunächst bestehen.
Der ehemalige Premierminister Alkatiri, Generalsekretär der größten Oppositionspartei FRETILIN, forderte vorgezogene Neuwahlen, um die „ausweglose Situation“ zu überwinden. Ein Abgeordneter der Partei Gusmãos CNRT erklärte aber, die Vorfälle hätten die Regierungskoalition gestärkt. Der Parteivorsitzende der Oppositionspartei UNDERTIM Cornélio da Conceição Gama bekundete seine Trauer.
Der Weltsicherheitsrat, die Europäische Union, die Volksrepublik China, Australien, Indonesien und die Vereinigten Staaten verurteilten das Attentat. Australien entsandte zusätzlich 200 Mann als Verstärkung seiner 800 Mann der ISF. Die ISF, PNTL und F-FDTL begannen mit der Operation Halibur, die noch flüchtigen Rebellen zu jagen.
Bei vielen jungen Arbeitslosen hatte Reinado Sympathisanten. Mehrere Hundert versammelten sich am 13. Februar vor Reinados Haus in Dili, als dessen mit der Flagge Osttimors und Tais bedeckter Sarg hier eintraf, und riefen „Viva Reinado“. Im Beisein seiner Anhänger wurde er hinter seinem Haus begraben.
Am 21. Februar ergab sich Bernardo da Costa mit fünf weiteren Männern. Salsinha stellte sich den Behörden mit elf Rebellen am 29. April und übergab seine Waffen. Damit endete auch der Notstand in Ermera.
Jene Petitioners, die nicht verhaftet waren, wurden nach Aitarak Laran gebracht, dem Sammelpunkt der Regierung in Dili. Hier verhandelten sie mit der Staatsführung über die Lösung des Konflikts. Von den insgesamt 685 Petitioners wollten zuletzt nur noch 80 in die Streitkräfte zurückkehren, die meisten wollten ins Zivilleben wechseln. Eine Rückkehr der Petitioners in die Streitkräfte schloss Premierminister Gusmão grundsätzlich aus. Schließlich erklärten sich die Petitioners bereit, für 8000 US-Dollar pro Kopf auf eine Rückkehr zu verzichten und ins Zivilleben zu wechseln.

## Ermittlungen
Eine Autopsie der beim Überfall getöteten Rebellen lässt vermuten, dass sie exekutiert wurden. Leopoldino wurde demnach aus nächster Nähe im Hinterkopf getroffen. Bei Reinado wurden vier Verletzungen gefunden, die vermuten lassen, dass der Schütze 30 Zentimeter entfernt war und nicht zehn Meter, wie es bisher offiziell hieß. Ob Reinado Alkohol oder Drogen konsumiert hatte, konnte nicht geklärt werden, da es in Dili keine Möglichkeiten zum Testen gab. Zudem ergab eine ballistische Untersuchung, dass Reinado und Leopoldino nicht mit derselben Waffe erschossen wurden, was ebenfalls der Aussage der Wachen widerspricht. Auch scheint die Waffe nicht unter den untersuchten Gewehren zu sein. Die Armee habe nicht alle an diesem Tag eingesetzten Schusswaffen zur Überprüfung ausgehändigt, was nun nachgeholt werden soll. Grundsätzlich, so der Bericht, sei der Waffentyp, mit denen die Rebellen erschossen wurden, im Moment nicht zu bestimmen, da die Kugeln in viele Fragmente zerbrochen sind. Generalstaatsanwalt Longuinhos Monteiro bezweifelte die Richtigkeit des Berichts, weswegen die Untersuchungen nochmals wiederholt wurden.
Als Anführer des Überfalls auf Gusmão und seine Familie wurde Leutnant Gastão Salsinha verdächtigt. In Telefoninterviews bestritt er zunächst die Vorwürfe. „Hätten wir einen Hinterhalt auf den Premierminister vorgehabt, wäre er nicht entkommen“, erklärte Salsinha der BBC. Reinado habe einen Wortbruch Ramos-Hortas in seiner Zusicherung gesehen, die Rebellen hätten vorläufig einen sicheren Ort in Gleno, doch dann seien sie mit der australischen Militärpatrouille am 5. Februar zusammengestoßen. Gusmão habe Reinados Autorität untergraben, als er 90 Rebellen unter Major Augusto Tara eine sichere Zuflucht in einem bewachten Haus in Aitarak Laran/Dili gewährte, um mit ihnen über ein Ende der Rebellion zu verhandeln.
Arsenio Ramos-Horta berichtete, der Präsident habe einen Monat nach dem Attentat den Schützen benannt. Demnach soll es Marcelo Caetano, einer der Petitioners, gewesen sein, der José Ramos-Horta niedergeschossen habe. Caetano war 2006 bei einer Schießerei während der Unruhen in Tasitolu verwundet worden. Ramos-Horta hatte damals dafür gesorgt, dass Caetano von den besten Ärzten des Landes operiert wurde. Danach verbrachte er eine Zeit lang im Haus Ramos-Hortas, um zu genesen. Der Politiker Mário Viegas Carrascalão berichtete von einem Krankenbesuch, Ramos-Horta habe zwar den Schützen erkannt, könne sich aber nicht an dessen Namen erinnern. Nachdem sich Caetano im April den Behörden gestellt hatte, bestätigte Ramos-Horta nochmals, dass dieser nicht der Schütze war. Der Präsident dementierte zunächst die Pressemeldungen über eine Identifizierung des Schützen, später erklärte er aber, er wolle ihm die Gelegenheit geben, selbst bei den Behörden ein Geständnis zu machen. Erst am 5. März 2009 erklärte Ramos-Horta, nun habe er Caetano eindeutig als Schützen identifiziert.
Gegen die UNMIT wurden Vorwürfe laut, weil die Attentäter die Möglichkeit hatten, in die Hauptstadt zu fahren, ohne kontrolliert zu werden. Später wurde bekannt, dass die Wagen der Rebellen mit Autokennzeichen der Regierung ausgestattet waren. Die Schutzmaßnahmen für Präsident Ramos-Horta waren eher schwach, da er sich niemals bedroht fühlte. Zudem ließ er nur einheimisches Wachpersonal zu. Für weitere Unruhe sorgte ein gefälschtes Papier, in dem angeblich die FRETILIN für die Ermordung Ramos-Hortas und Gusmãos zehn Millionen US-Dollar ausschrieben.
Generalstaatsanwalt Monteiro erließ im Zusammenhang mit den Attentaten für 23 Personen Haftbefehl. Zehn davon seien an den Attentaten direkt beteiligt gewesen, die anderen Unterstützer. Inzwischen hatte sich Leutnant Salsinha zum neuen Chef der Rebellen erklärt.
Am 18. Februar wurde die Sprecherin und Geliebte Reinados, die 38-jährige Osttimoresin Angelita Pires, verhaftet. Pires wuchs in Darwin auf und hat die australische Staatsbürgerschaft. Sie soll Reinado vor dem Attentat Unterschlupf gewährt haben. Nach einem Verhör wurde Pires aus der Haft entlassen und nach Hinterlegung ihres Passes unter Hausarrest gestellt. Sie hatte ausgesagt, nur mit Reinado am Vortag zu Mittag gegessen zu haben. Von dessen weiteren Plänen hätte sie nichts gewusst. Bei den Männern Reinados galt Pires als ehrgeizige Frau, die möglichst nah an der Macht sein wollte. Sie soll, nach Aussagen gefangener Rebellen und Lepoldinos Witwe, Reinado zu Ramos-Hortas Haus geschickt haben. Leopoldino sei in der Nacht zuvor bei seiner Frau gewesen und habe erzählt, Pires hätte ein Treffen mit dem Präsidenten arrangiert.
Am 2. März stellte sich Amaro Susar da Costa den Behörden in Turiscai. Er war nach eigenen Aussagen an dem Vorfall im Haus von Ramos-Horta beteiligt. Weitere Rebellen, die am Überfall beteiligt gewesen sein sollen, ergaben sich in den Wochen darauf. Vier wurden von der indonesischen Polizei in Westtimor verhaftet. Neben Susar, Caetano, Leopoldino und Reinado sollen die weiteren Mitglieder der Gruppe bei Ramos-Horta Asanku und Lay gewesen sein. Einer der Leibwächter des Präsidenten, Albino Asis, der früher unter Reinado Militärpolizist war, soll den Rebellen eine Zeichnung vom Inneren des Hauses Ramos-Hortas angefertigt haben. Sie wurde in den Taschen Reinados gefunden. Asis stand mit Reinado während dessen Flucht per Handy im Kontakt. Aufzeichnungen der Verbindungen beweisen dies.
Am 18. März wurde bekannt, dass bei Reinados Leichnam exakt 30.000 US-Dollar in 100-Dollar-Scheinen gefunden wurden, was erneut Gerüchte und Vermutungen über Hintermänner des Rebellen anheizte. Während Reinados Anwalt Benny Benevides davon ausgeht, das Geld sei erst dem Toten zugesteckt worden, gibt Longuinhos Monteiro an, die Generalstaatsanwaltschaft hätte Informationen, Angelita Pires habe Reinado das Geld gegeben. Sie bestritt dies, doch Ende April wurden auf einem Konto von Pires bei der australischen Darwin Commonwealth Bank 800.000 US-Dollar entdeckt, weitere 200.000 Dollar waren bereits abgebucht worden.
Der Timor-Experte Damien Kingsbury geht davon aus, dass Reinado finanzielle und materielle Unterstützung von politisch hochrangigen Hintermännern gehabt hatte. Nach Gerüchten steht der in Jakarta lebende timorstämmige Hercules Rosario Marçal im Verdacht, Reinado finanziert zu haben. Hercules soll enge Verbindungen zu indonesischen Generälen während der Suharto-Zeit gehabt haben und wird von den UN beschuldigt, bei den gewalttätigen Ausschreitungen 1999 beteiligt gewesen zu sein. Hercules besuchte Dili gemeinsam mit dem Indonesischen Investorclub kurz vor den Attentaten.
Leandro Isaac vermutet, der Rebellenchef hätte ursprünglich geplant, den Staatspräsidenten zu entführen und den Premierminister zu ermorden, um Neuwahlen zu erzwingen. Die Verfassung sieht im Falle des Todes des Premierministers zwingend Neuwahlen vor. Isaac war von 2001 bis 2007 Parlamentsabgeordneter. Anfang 2007 hielt er sich eine Zeit lang bei Reinado und seinen Männern auf, um ihn politisch zu unterstützen. Später trennte er sich wieder von ihnen, da er deren Pläne zu einer bewaffneten Revolte nicht mittrug. Er ging davon aus, dass Ramos-Horta als Druckmittel verwendet werden sollte, die ausländischen Truppen zum Abzug aus Osttimor zu zwingen. Reinado habe in deren Anwesenheit die Quelle der Ungerechtigkeit für die Bevölkerung Osttimors gesehen. Der Präsident sei aber in Augen Reinados nicht der große Feind gewesen, da Ramos-Horta sich stets zu Verhandlungen bereit zeigte. Er habe dabei Reinados Forderungen nach einem fairen Militärgericht und der späteren Gründung eines Militärbataillons nur aus Kaladi zugestimmt. Laut Isaac habe der Angriff Reinados auf zwei der beliebtesten Politiker des Landes ihm viele Sympathien gekostet, die er als Freiheitsheld hatte, denn Reinados Unterstützer hatten im Vorjahr auch Ramos-Horta und Gusmão gewählt. Daher hätten die Anhänger in den Tagen nach dem Anschlag nicht reagiert. Sie seien traurig und verwirrt. „Sie unterstützten Alfredo, aber Alfredo versuchte ihre geliebten Führer zu töten.“ Reinados Tod schwäche zudem seine Anhänger militärisch. Ihre Stärke stünde in keinem Vergleich zu der F-FDTL und der ISF.

## Gerichtsverfahren
Am 3. März 2009 wurden Angelita Pires, 23 Rebellen und vier ihrer Angehörigen in Zusammenhang mit dem Attentat angeklagt. Pires galt weiterhin als Initiatorin des Anschlags. Ihr wurde vorgeworfen, sie habe Reinado am Vortag Methamphetamin (Ice) gegeben, um ihn furchtlos zu machen, bzw. nach anderer Darstellung eine Cannabiszigarette, um ihn zu manipulieren. Die Staatsanwaltschaft forderte für sie zunächst drei Jahre Haft. Als Schütze, der Ramos-Horta niedergeschossen hat, wurde Marcelo Caetano angeklagt.
Das Gerichtsverfahren begann am 13. Juli 2009. Hier wurde erneut bestätigt, dass die ballistischen Untersuchungen der Australian Federal Police ergaben, dass Reinado nicht mit der Waffe des Wachmanns Francisco Lino Marçal getötet wurde, der dies behauptet hatte. Beide toten Rebellen seien nicht mit der NATO-Munition der Wachleute getötet worden und zudem von verschiedenen Waffen. Da die Kugeln im Gegensatz zur NATO-Munition zersplitterten, ist nicht mehr festzustellen, aus was für einen Waffentyp sie abgefeuert wurden. Allein Präsident Ramos-Horta sei von Kugeln der NATO-Munition getroffen worden. Keine der drei Tatwaffen war bis da wiedergefunden worden. Caetano bestritt erneut, der Schütze gewesen zu sein. Auch sei keiner der Rebellen maskiert gewesen, wie es der Schütze gewesen sein soll.
Der Staatsanwalt Felismino Cardoso forderte am Ende des Verfahrens Haftstrafen von 10 bis 20 Jahren für jene Angeklagten, die am Attentat auf Ramos-Horta beteiligt gewesen sein sollen. Zwei mutmaßliche Angreifer Gusmãos sollten für 12 Jahre ins Gefängnis. Für Pires forderte der Staatsanwalt 20 Jahre, ebenso für den mutmaßlichen Schützen Caetano. Salsinha sollte zehn Jahre bekommen. Der Verteidiger Andre Fernandes nannte vor der Presse alle Angeklagten unschuldig und forderte ihre Freilassung. Salsinha, Caetano und Pires erklärten sich als nicht schuldig. Salsinhas Verteidiger José Pedro Camões zweifelte sogar den Angriff auf Ramos-Horta an und forderte vom Präsidenten, dass er vor Gericht seine Narben zeigen solle. Die zulässige Höchststrafe in Osttimor liegt bei 25 Jahren Gefängnis. Eine lebenslange Haftstrafe verbietet die Verfassung Osttimors.
Am 3. März 2010 fielen die Urteile. Angelita Pires und drei weitere Personen wurden freigesprochen. 24 Angeklagte erhielten Haftstrafen. Salsinha wurde zu einer Haftstrafe von zehn Jahren und acht Monaten verurteilt. Man sah es als erwiesen an, dass er an dem Hinterhalt auf Gusmão beteiligt war. Caetano erhielt für seine Teilnahme an dem Überfall auf den Präsidentenwohnsitz mit 16 Jahren die höchste Haftstrafe. Es wurde aber als erwiesen angesehen, dass er nicht der Schütze war, der Ramos-Horta niederschoss. Die kürzeste verhängte Haftstrafe betrug neun Jahre und vier Monate. Ungeklärt blieb, wer auf Ramos-Horta feuerte und wer Reinado und seinen Leibwächter erschoss. Die Beweislage widerspricht, laut dem Gericht, der Version der Sicherheitsbeamten, von denen Francisco Marçal angab, der Todesschütze gewesen zu sein.
Am 24. August 2010 begnadigte Präsident Ramos-Horta alle Verurteilten.